# Homophyllia
Homophyllia is een geslacht van neteldieren uit de klasse van de Anthozoa (bloemdieren).

## Soort
- Homophyllia australis (Milne Edwards & Haime, 1849)